# Sebastian Rohrberg
Sebastian Rohrberg (* 13. März 1979) ist ein deutscher Bogenschütze. Er ist mehrfacher Weltmeister im Feldbogen und amtierender Europameister in der Halle.

## Werdegang
1999 gewann Rohrberg seine erste Deutsche Meisterschaft. In Markt Schwaben holte er Gold in der Juniorenklasse. Anschließend wurde er in der Zeit von 1999 bis 2007 neunmal Deutscher Meister, Einzel im Feldbogen, in Folge. Sebastian Rohrberg lebt in Langwedel und schießt für den SV Dauelsen in der 1. Bundesliga. Bei den Europameisterschaften 2011 im Feldbogenschießen in Montevarchi in Italien gewann er mit der Herrenmannschaft die Goldmedaille. Im Einzelfinale errang er die Silbermedaille. Als Auszeichnung für hohe sportliche Leistungen erhielt Rohrberg im Mai 2011 die Niedersächsische Sportmedaille.

## Sportliche Erfolge (Auswahl)
- 1999–2007 Deutsche Meisterschaften Feldbogen, 9 × in Folge Gold im Einzel
- 2002 Deutsche Meisterschaft Halle in Krefeld, Silber im Einzel
- 2002 Weltmeisterschaften Feldbogen in Canberra (AUS), Silber im Einzel
- 2003 Hallenweltmeisterschaft in Nîmes (FRA), Platz 4 mit der Mannschaft
- 2003 Deutsche Meisterschaft Halle in Sindelfingen, Silber im Einzel
- 2003 Deutsche Meisterschaft in Oberhausen, Gold im Einzel
- 2003 Europameisterschaften Feldbogen in Vagney (FRA), Gold im Einzel
- 2004 Deutsche Meisterschaft Halle in Hanau, Silber im Einzel
- 2004 Weltmeisterschaften Feldbogen in Plitvice (CRO), Gold im Einzel
- 2005 Hallenweltmeisterschaft in Aalborg (DEN), Platz 5 im Einzel
- 2005 Deutsche Meisterschaft Halle in Berlin, Gold im Einzel
- 2005 Europameisterschaft Feldbogen in Rogla (SLO), Silber im Einzel
- 2005 Deutsche Meisterschaft in Hamburg, Gold im Einzel
- 2006 Weltmeisterschaft Feld in Göteborg (SWE), Gold im Einzel
- 2006 Face2Face Turnier in Amsterdam (NED), Gold im Einzel
- 2007 Deutsche Meisterschaft Halle in Bad Blankenburg, Bronze im Einzel
- 2007 Hallenweltmeisterschaft in Izmir (TUR), Gold im Einzel
- 2007 Hallenweltmeisterschaft in Izmir (TUR), Silber mit der Mannschaft
- 2007 Europameisterschaft Feldbogen in Bjelovar (CRO), Silber im Einzel
- 2008 Deutsche Meisterschaft in Hohenhameln, Gold im Einzel
- 2008 Europameisterschaft Halle in Turin (ITA), Silber mit der Mannschaft
- 2008 Weltmeisterschaft Feldbogen in Llwynypia (GBR), Gold im Einzel
- 2009 World Games in Taiwan, Bronze im Einzel
- 2009 Europameisterschaft Feldbogen in Champagnac (FRA), Silber im Einzel
- 2010 Europameisterschaft Halle in Poreč (CRO), Gold im Einzel[3]
- 2010 Weltmeisterschaft Feldbogen in Visegrad (HUN), Bronze im Einzel
- 2010 Weltmeisterschaft Feldbogen in Visegrad (HUN), Silber mit der Mannschaft